# دانشنامه جهانی منونایت بازتعمیدی
دانشنامه جهانی منونایت بازتعمیدی (به انگلیسی: Global Anabaptist Mennonite Encyclopedia Online)، (اختصاری GAMEO) یک دانشنامه برخط دربارهٔ منونایت و آناباپتیست است. هدف این پروژه فراهم کردن اطلاعات آزاد و قابل اطمینان دربارهٔ موضوع‌های مرتبط به آناباپتیست به زبان انگلیسی است. این دانشنامه از سال ۱۹۹۶ و با نام دانشنامه منونایت کانادایی توسط جامعه تاریخی منونایت کانادا برخط شد.